# باول والاس غيتس
باول والاس غيتس (بالإنجليزية: Paul Wallace Gates)‏ هو مؤرخ أمريكي، ولد في 14 ديسمبر 1901 في ناشوا في الولايات المتحدة، وتوفي في 5 يناير 1999 في أوكلاند في الولايات المتحدة.